# 재갈

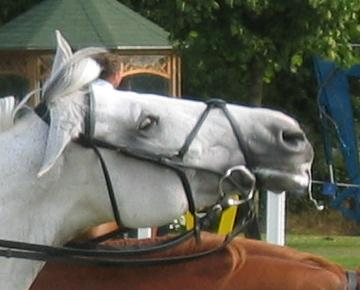
재갈을 물린 말.

재갈(gag)은 입을 막거나 혀, 입술, 턱이 움직이지 못하게 하는 도구이다.  치과에서 사용하는 개구기(mouth gag) 역시 일종의 기계식 재갈이라 할 수 있다. BDSM에도 이용된다.
마구로 쓰이는 재갈(bit)은 말의 주둥이에 가로로 물려 행동을 제어하는 데 사용한다.